# اندژیکی-تشکی
اندژیکی-تشکی (به لهستانی:  Andrzejki-Tyszki) یک روستا در لهستان است که در گمینا چروین واقع شده‌است. اندژیکی-تشکی ۱۲۰ نفر جمعیت دارد.